# Ambasada RP w Panamie
Ambasada Rzeczypospolitej Polskiej w Panamie (hisz. Embajada de la República de Polonia en Panamá) – misja dyplomatyczna Rzeczypospolitej Polskiej w stolicy Republiki Panamy.
Ambasador RP w Panamie oprócz Republiki Panamy akredytowany jest również w Belize, Republice Dominikańskiej, Republice Gwatemali, Republice Haiti, Republice Hondurasu, Republice Nikaragui oraz Republice Salwadoru.

## Historia
Ambasada RP w Panamie została zlikwidowana w 2008 i przywrócona 21 grudnia 2016 przez chargé d’affaires Dorotę Kobierowską.
Do 2008 znajdowała się pod adresem: Bella Vista, Calle 47, Edificio „Vista Marina”, piso 2. Od 2016 jest na: Edificio BICSA Financial Center, biuro 3202, Avenida Balboa y Aquilino De La Guardia, 0816 Panama, Panama.
W maju 2021 w Ambasadzie utworzono bibliotekę.